# Austrocnemis splendida
Austrocnemis splendida – gatunek ważki z rodziny łątkowatych (Coenagrionidae). Występuje we wschodniej Australii.